# Glossobius crassa
Glossobius crassa är en kräftdjursart som först beskrevs av James Dwight Dana 1853.  Glossobius crassa ingår i släktet Glossobius och familjen Cymothoidae. Inga underarter finns listade i Catalogue of Life.